# جاده ۳۵ (ایران)
جاده ۳۵، جاده‌ای در ایران است که زنجان را به خرم‌آباد متصل می‌کند. بخش مهم این جاده قسمت جنوبی آن است که خرم‌آباد را به کرمانشاه متصل می‌کند.

## نگارخانه

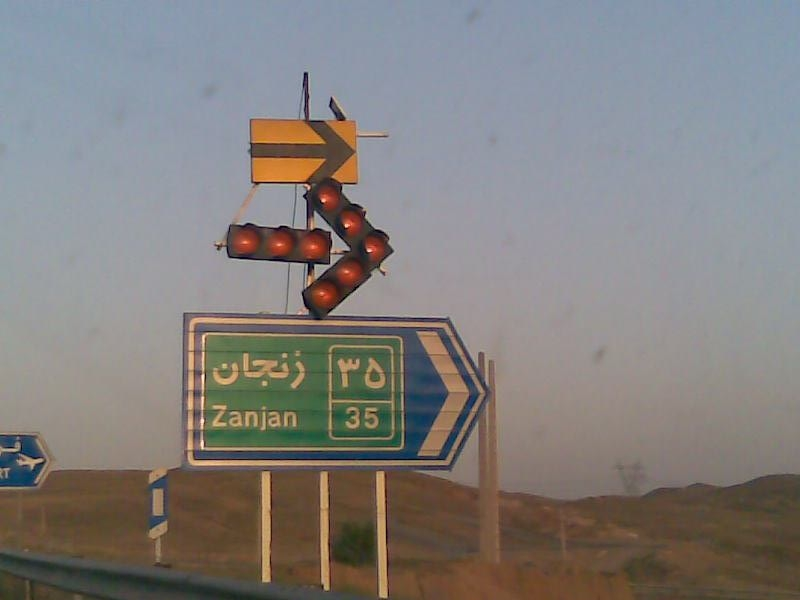
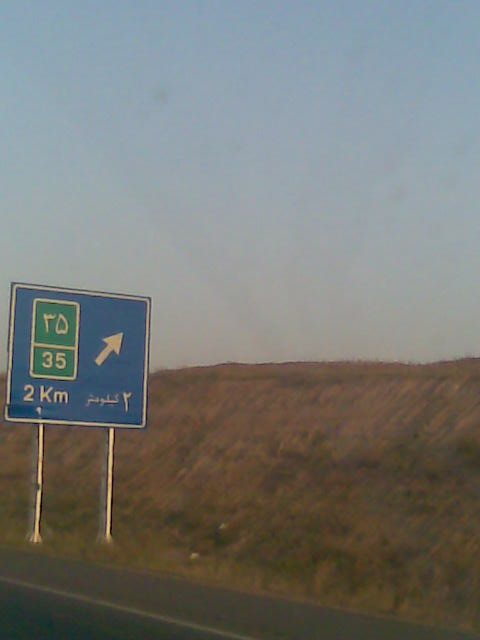
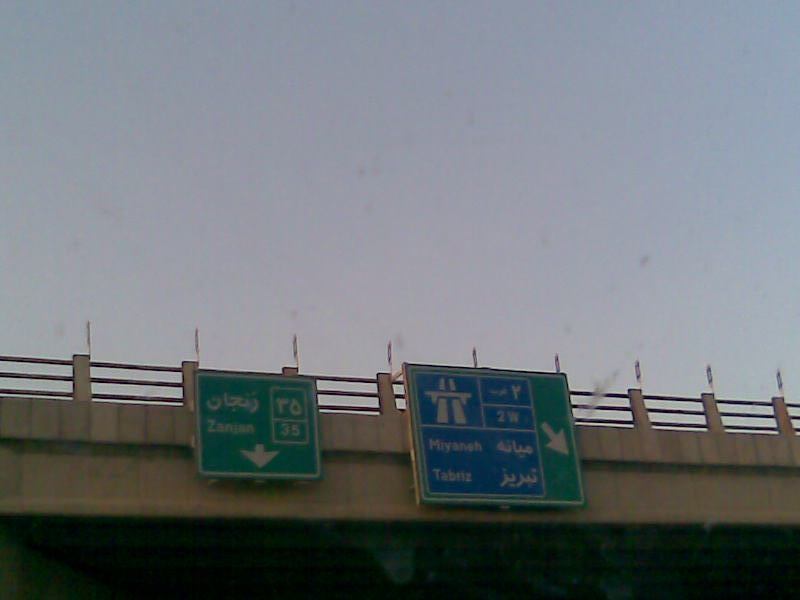
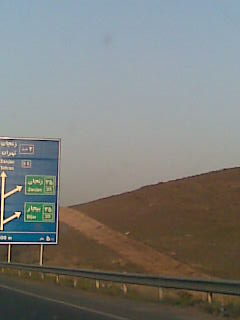
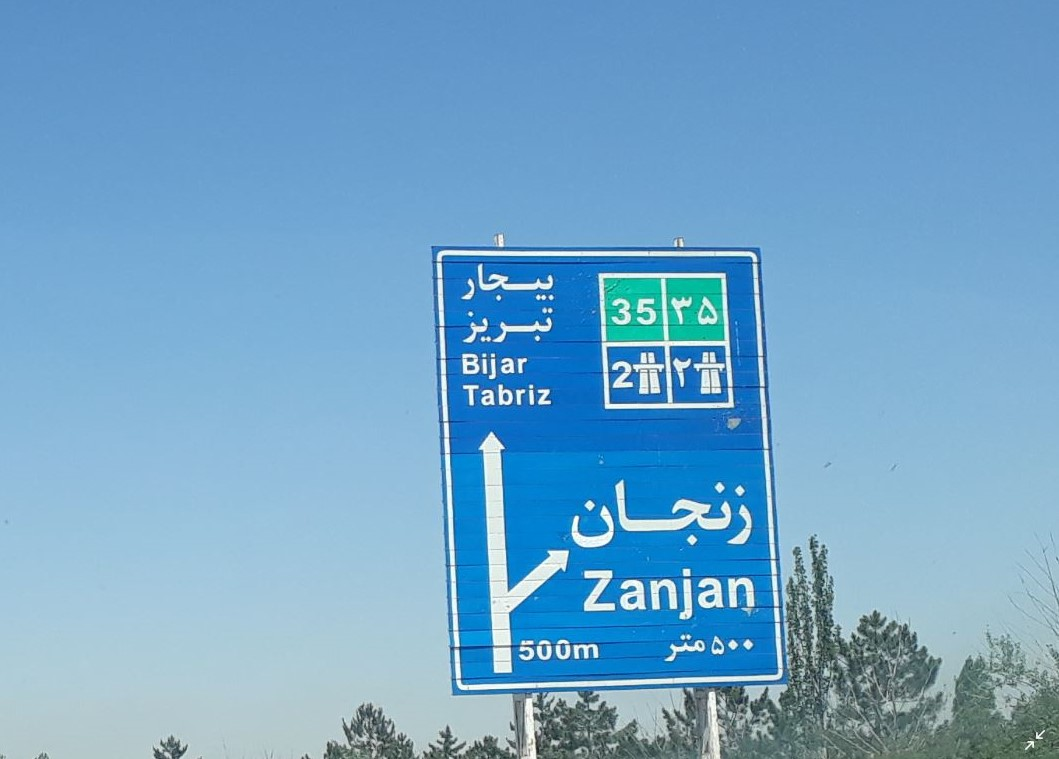
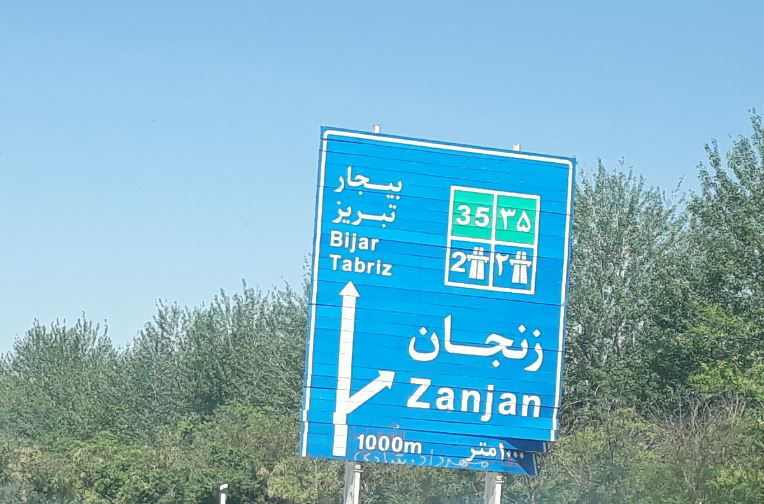
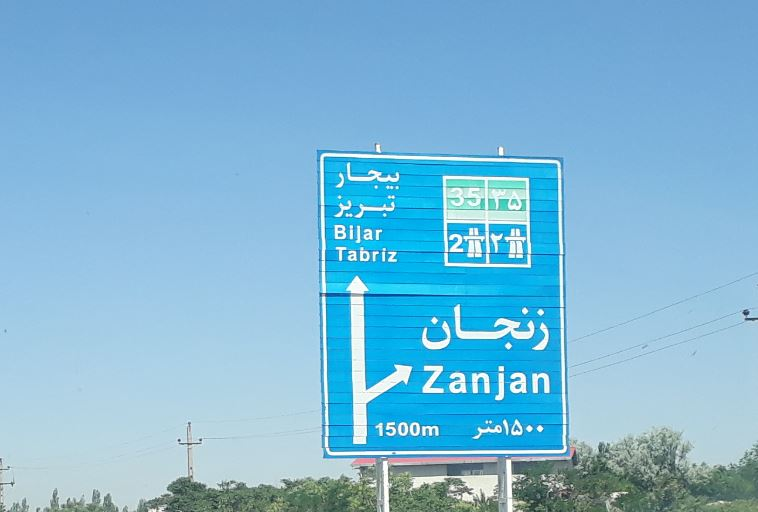
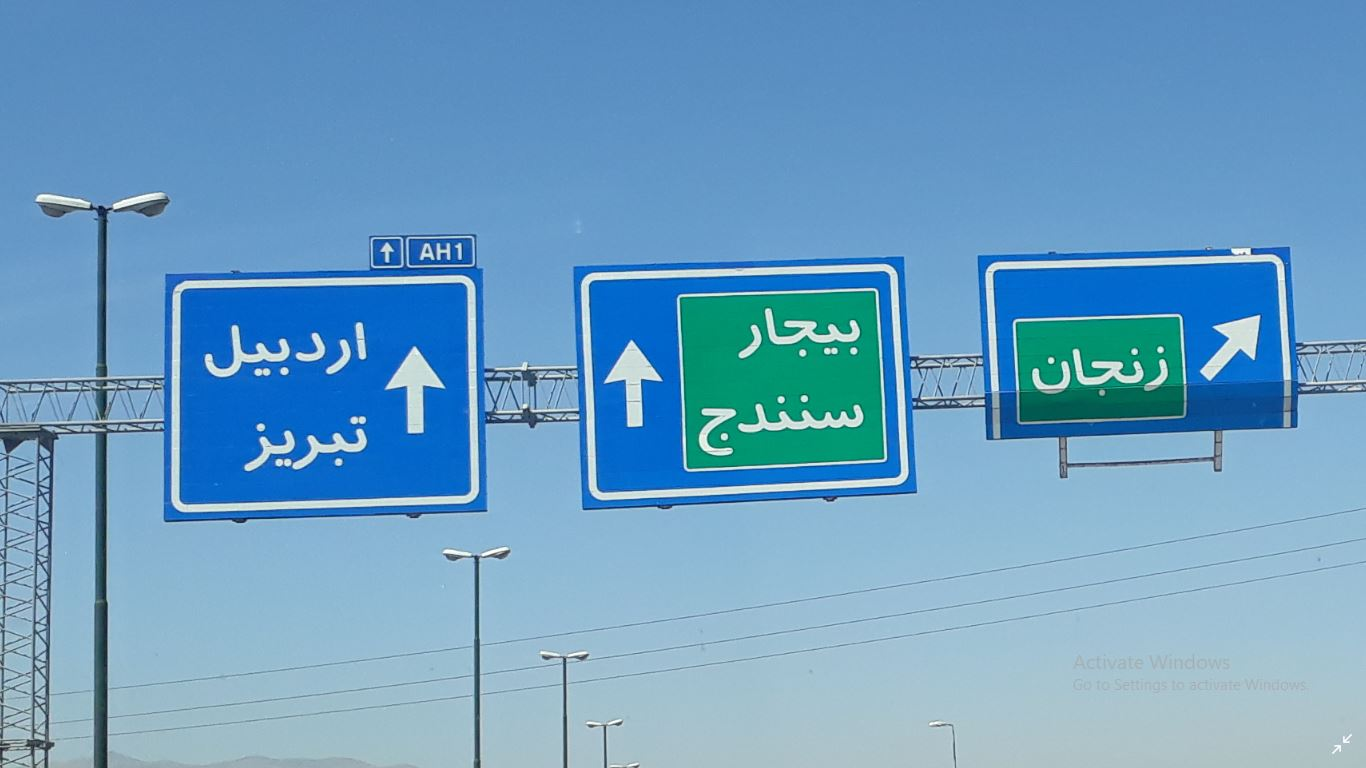